# 당근 케이크

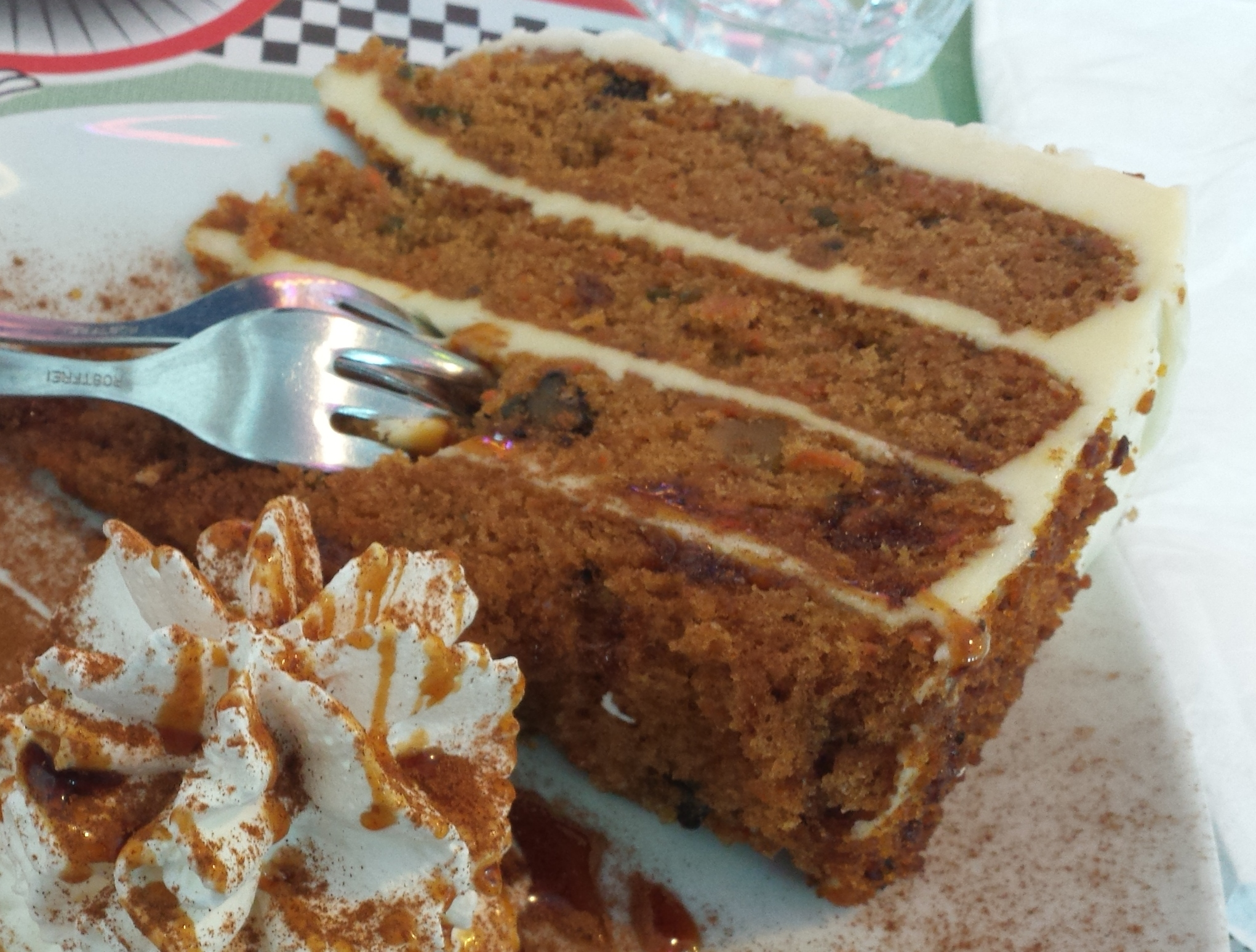
당근 케이크

당근 케이크(영어: carrot cake)는 자메이카와 영국의 음식이자 후식으로도 먹으며 당근으로 만든다.

## 역사
당근 케이크의 기원에 대해서는 논란이 있다. 1591년에 출판된 "캐럿 뿌리 푸딩"에 대한 영국 요리법이 있는데, 이는 본질적으로 고기가 들어간 당근이지만 쇼트닝, 크림, 달걀, 건포도, 감미료( 대추와 설탕), 향신료(정향과 메이스), 긁어낸 당근, 빵가루(밀가루 대신)를 포함한다. 많은 식품 역사가들은 설탕과 감미료가 비싸고 많은 사람들이 설탕 대신 당근을 사용했던 중세 유럽인들이 먹던 당근 푸딩에서 당근 케이크가 유래했다고 믿고 있다.
당근 푸딩의 변형은 껍질을 벗기고 굽는 것(호박 파이 등), 소스와 함께 찐 것, 아이싱과 함께 팬에 성형하는 것(자두 푸딩 등)을 포함하도록 진화했다.
영국에서는 제2차 세계대전 당시의 배급과 정부의 당근 소비 장려로 인해 당근 케이크의 인기가 다시 살아났다.

## 같이 보기
- 당근 요리 목록